# Zeltkirche Kippekausen

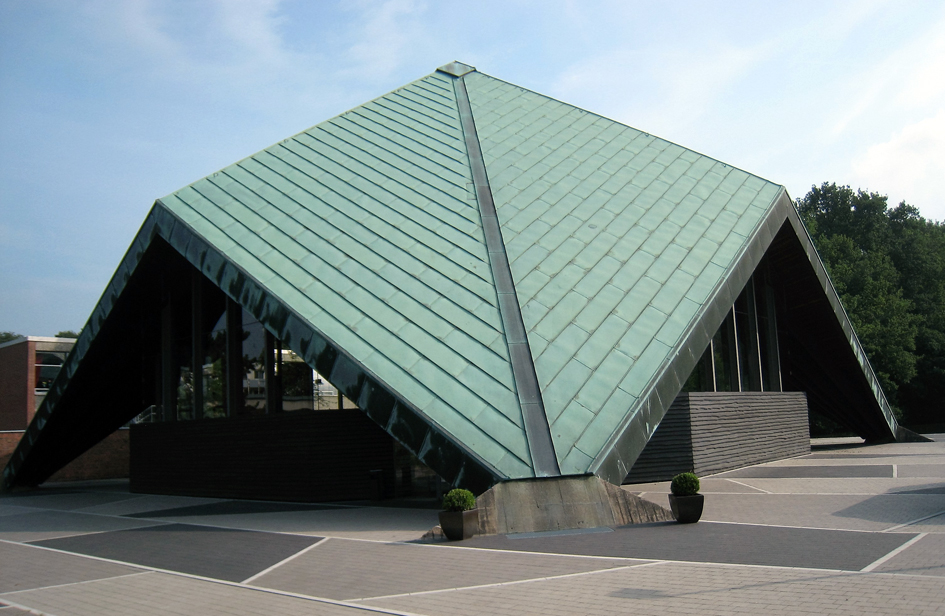
Zeltkirche, Ansicht von Südwesten

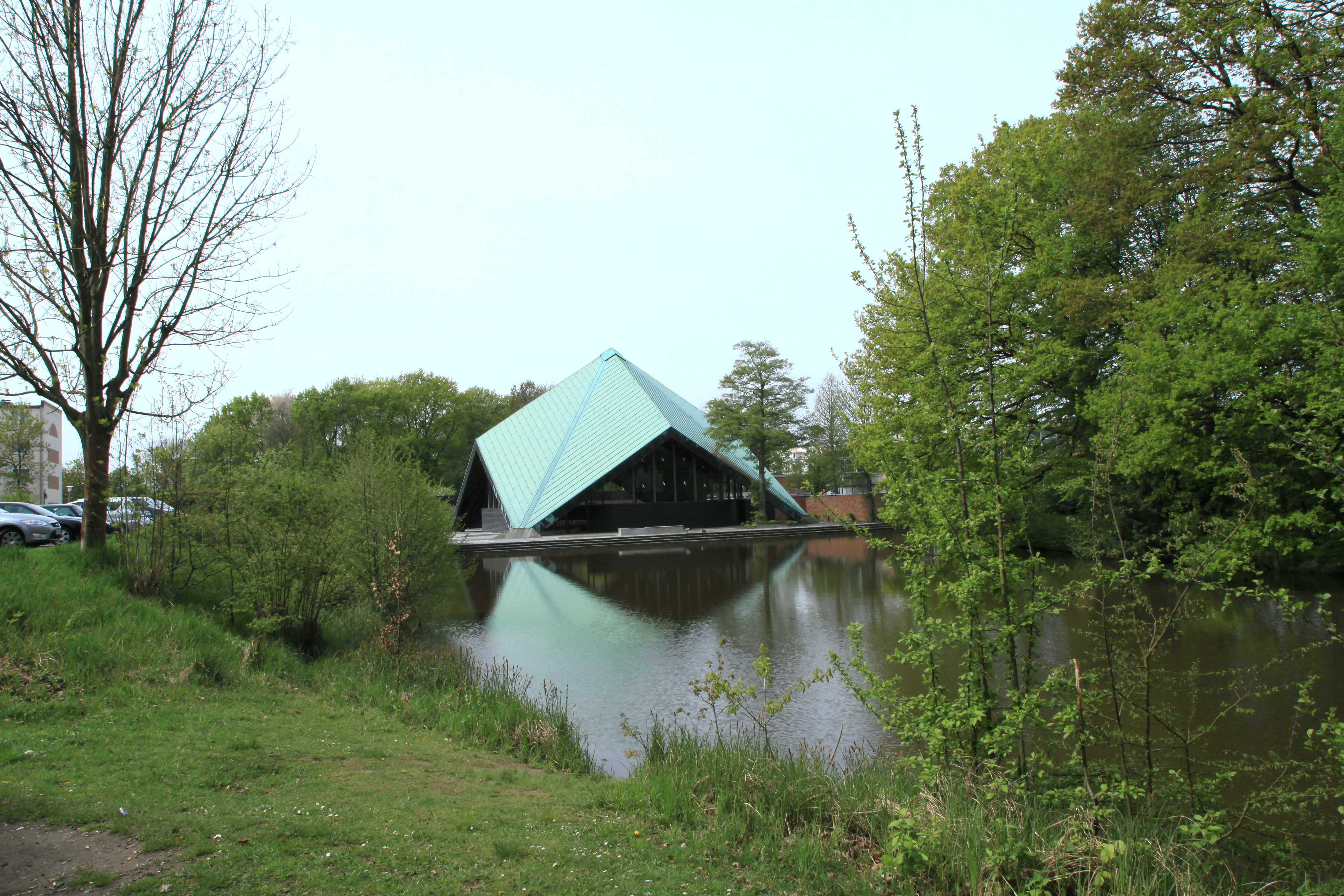
Zeltkirche mit angrenzendem Teich

Die Zeltkirche Kippekausen steht östlich angrenzend an die Motte Kippekausen im Stadtteil Kippekausen von Bergisch Gladbach, Rheinisch-Bergischer Kreis.

## Geschichte
Die evangelische Kirchengemeinde erwarb 1959 das Gelände in der Parksiedlung Kippekausen. Der Platz reichte aus für den Bau einer Kirche, eines Gemeindezentrums und eines Pfarrhauses. Nach den Plänen des Kölner Architekten Georg Rasch wurden am 24. Juli 1965 die Grundsteinlegung und zugleich das Richtfest gefeiert. Das hoch aufragende Dach der Zeltkirche besteht aus einer Holzkonstruktion, die nur an vier Eckpunkten aufliegt und die von innen betrachtet eine Sternform mit oktogonalem Grundriss ergibt. Östlich grenzt die Kirche, die Platz für 400 Gemeindemitglieder bietet, an einen Teich. Die Einweihung des Gemeindezentrums erfolgte am Palmsonntag, dem 19. März 1967.
Das neben der Kirche stehende Gemeindezentrum wurde am 19. März 1967 eingeweiht. Daran angeschlossen ist ein zusätzlicher Versammlungssaal sowie das Pfarrhaus und die Küsterwohnung. Im Jahr 1979 wurde das Gemeindezentrum um einen Anbau erweitert. In diesem befindet sich die Gemeindebibliothek.
2009 übernahm der evangelische Kirchenverband offiziell den im Volksmund geläufigen Namen „Zeltkirche“.
Das über dem Altar hängende Kreuz ist eine Replik des ca. 1060 entstandenen Helmstedter Kreuzes.

## Orgel
Die Orgel der Zeltkirche stammt von der Firma Oberlinger und wurde am 14. Mai 1972 erstmals bespielt. Das Orgelwerk verfügt über 24 klingende Register, die auf zwei Manuale und Pedal verteilt sind. Die Disposition lautet wie folgt:
| I Manual C–g3 |       |
| Principal     | 8′    |
| Rohrflöte     | 8′    |
| Octave        | 4′    |
| Gedacktflöte  | 4′    |
| Quinte        | 2 ⁄3′ |
| Superoctave   | 2′    |
| Mixtur V      |       |
| Dulcian       | 16′   |
| Trompete      | 8′    |

| II Manual C–g3 |       |
| Holzgedackt    | 8′    |
| Salicional     | 8′    |
| Principal      | 4′    |
| Koppelflöte    | 4′    |
| Octave         | 2′    |
| Quinte         | 1 ⁄3′ |
| Sifflöte       | 1′    |
| Sesquialter II |       |
| Cymbel IV      |       |
| Oboe           | 8′    |
| Tremulant      |       |

| Pedal C–f1      |     |
| Subbass         | 16′ |
| Principalbass   | 8′  |
| Gemshorn        | 4′  |
| Rauschpfeife IV |     |
| Posaune         | 16′ |

- Koppeln: II/I, I/P, II/P
- Cymbelstern

## Baudenkmal
Die Zeltkirche Kippekausen ist als Denkmal Nr. 174 seit 2014 in die Liste der Baudenkmäler in Bergisch Gladbach eingetragen.